# Enrique García Asensio

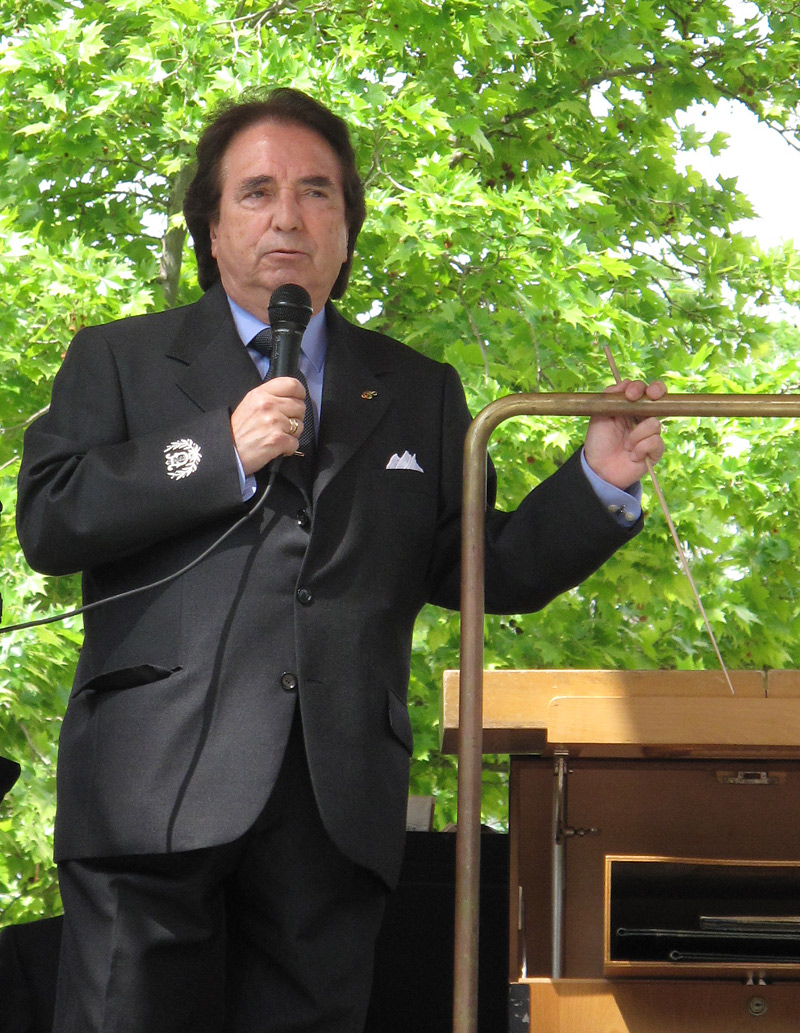
Enrique García Asensio

Enrique García Asensio (Valencia, 22 augustus 1937) is een Spaans dirigent en muziekpedagoog.

## Levensloop
García Asensio studeerde aan het Real Conservatorio Superior de Música de Madrid in de vakken viool, harmonieleer, contrapunt, kamermuziek en compositie. Hij vervolgde de studies voor orkestdirectie aan de Staatliche Hochschule für Musik, te München bij Gotthold Ephraim Lessing (dirigent), Kurt Eichhorn en Adolf Mennerich. Verder studeerde hij aan de Academia Chigiana in Siena, Italië, bij Sergiu Celibidache. Later was hij (meester-)assistent bij Maestro Celibidache in Siena, Bologna en in München.
In Spanje heeft hij alle vooraanstaande orkesten gedirigeerd, zoals het Orquesta de la Sociedad Filarmónica Las Palmas van 1962 tot 1964 het Orquesta Sinfónico Municipal de Valencia in 1964 en 1965 het symfonisch orkest van de Spaans televisie (RTVE) van 1966 tot 1984. Van 1985 tot 1991 was hij artistiek adviseur en eerste vaste gast-dirigent van het Orquesta Sinfónica de Bilbao. Van 1998 tot 2001 was hij opnieuw permanente dirigent van het Spaans Radio en Televisie Symfonie Orkest (RTVE).
Tegenwoordig is hij ook voor het tweede keer vaste dirigent en muziekdirecteur van de Banda Sinfónico Municipal de Madrid.
García Asensio heeft bekende orkesten in Canada, Verenigde Staten, Dominicaanse Republiek, Brazilië, Uruguay, Argentinië, Portugal, Frankrijk, Italië, Verenigd Koninkrijk, België, Japan, Israël, Griekenland, Nederland, Denemarken, Rusland, Turkije, Luxemburg, Roemenië, Tsjechië, Slowakije, Puerto Rico, Oostenrijk, Duitsland, Bulgarije, Zuid-Afrika en Zwitserland.
Van 1962 tot 1964 was hij directeur van het conservatorium van Las Palmas. Hij is sinds 1970 ook professor voor orkestdirectie aan het Real Conservatorio Superior de Música de Madrid.
Als dirigent won hij in 1962 de prijs van de Italiaanse Radio en Televisie (RAI). In 1963 de Chigiana Academie prijs en in 1967 in New York de eerste prijs van de Dimitrij Mitropoulos dirigentenwedstrijd met de gouden medaille en werd hiermee assistent-dirigent van het National Symphony Orchestra in Washington in de periode van 1967 tot 1968. Vanaf 1970 is hij assistent-dirigent van dit orkest.
Sinds 1969 is hij lid van de Real Academia de Bellas Artes de San Carlos te Valencia en onderscheiden als Caballero de la Orden del Santo Cáliz en Caballero de la Real Orden de Santa María del Puig. Verder werd hij in 2003 erelid van de Claustro Universitario de las Artes de la Universidad de Alcalá de Henares.

## Publicaties
- José-Domingo Vales Vía: Enrique García Asensio: Biografía incompleta. Institución Alfonso el Magnánimo Valencia. 2002. 309 p. ISBN 84-7822-385-1

- Bibsys: 5101897
- Biblioteca Nacional de España: XX861565
- Bibliothèque nationale de France: cb13890922m (data)
- Catàleg d'autoritats de noms i títols de Catalunya: 981058516402906706
- Gemeinsame Normdatei: 134381459
- International Standard Name Identifier: 0000 0000 8151 6981
- Library of Congress Control Number: n82163066
- MusicBrainz: a9127ff0-d7ea-48b7-a391-665f354e0adf
- Nationale bibliotheek van Australië: 35993009
- Nationale Bibliotheek van Israël: 987007382716905171
- Nederlandse Thesaurus van Auteursnamen: 070771278
- Réseau des bibliothèques de Suisse occidentale: 02-A003279541
- SNAC: w6gm8dqs
- Système universitaire de documentation: 080852866
- Trove: 1176760
- Virtual International Authority File: 71576976
- WorldCat: E39PBJtxmJQXGyBk4FdRjqwcT3